# Nazionale maschile di pallacanestro dell'Inghilterra
La nazionale maschile di pallacanestro dell'Inghilterra rappresenta l'Inghilterra nelle competizioni internazionali maschili di pallacanestro organizzate dalla FIBA, ed è gestita dalla England Basketball.

## Storia

### Nazionale inglese (1948-2005)
Affiliata alla FIBA dal 1937, si è formata dopo l'esperienza delle Olimpiadi di Londra 1948, quando insieme alle selezioni di Scozia e Galles, affrontò l'evento olimpico sotto le insegne della Gran Bretagna. Dopo la manifestazione, il team britannico si sciolse e le tre selezioni tornarono a partecipare alle manifestazioni FIBA in modo indipendente. Da allora, niente gloria per il team inglese, il quale, considerato di "terza fascia", dato lo scarso appeal della pallacanestro nel Paese, e la scarsa considerazione che la pallacanestro britannica detiene a livello internazionale, ha partecipato solamente a quattro edizioni dei Campionati Europei, di cui l'ultima risalente all'edizione 1981, e non ha mai partecipato a Mondiali ed Olimpiadi.

### Nazionale britannica (dal 2005)
Dal 2005 il team inglese è inattivo a livello di Nazionale maggiore ed Under 20, in quanto sempre con Scozia e Galles, è stato ricostituito il team unificato della Gran Bretagna, con l'obiettivo di mettere in campo una squadra competitiva in grado di vincere medaglie ai giochi olimpici estivi Londra 2012.
Attualmente la selezione è inattiva a livello di Nazionale maggiore e della categoria Under 20, mentre continua la propria attività nelle manifestazioni FIBA riservate alle categorie Under 18 e Under 16.

## Piazzamenti

### Campionati europei
- 1946 - 10°
- 1955 - 12°
- 1961 - 19°
- 1981 - 12°

## Formazioni

### Europei
Campionato europeo maschile di pallacanestro 19463 Hart, 4 Watson, 5 D. Legg, 6 Weston, 7 Dight, 8 Hunt, 9 Cole, 10 R. Legg, 11 Lee, 12 Hewitt,        All. W. Browning
Campionato europeo maschile di pallacanestro 19553 Hoy, 4 Wedge, 5 Bruce, 6 Smith, 7 Ledbrook, 8 Cladingboel, 9 Fearn, 10 Cook, 11 Roblou, 12 Rix, 13 James, 14 Wilkinson, 20 Agnelli, 22 Byrne,        All. -
Campionato europeo maschile di pallacanestro 19614 Byrne, 5 Tillott, 6 Wardle, 7 Tober, 8 Keogh, 9 Whitmore, 10 Kaiser, 11 Hextall, 12 Kirk, 13 Hildyard, 14 Creasey, 15 Wakefield,        All. Thomas Vaughan
Campionato europeo maschile di pallacanestro 19814 Stimpson, 5 Tatham, 6 Hartley, 7 Macauley, 8 Day, 9 Dan Lloyd, 10 Dav. Lloyd, 11 Hopkins, 12 Richards, 13 Burns, 14 Berry, 15 Clark,        All. Victor Amber

### Giochi del Commonwealth
Pallacanestro ai XVIII Giochi del Commonwealth - Torneo maschile4 Bucknall, 5 Forbes, 6 Bridge, 7 Baker, 8 Herriman, 9 Sullivan, 10 Flournoy, 11 Martin, 12 Reed, 13 Amaechi, 14 Joseph, 15 Windle,        All. Pete Scantlebury
Pallacanestro ai XXI Giochi del Commonwealth - Torneo maschile0 Anderson, 1 Edozie, 3 Thoseby, 4 Josephs, 7 Ikhinmwin, 11 Jones, 14 Gilchrist, 15 Tuck, 21 Lasker, 23 Jackman, 31 Thomson, 44 Walker,        All. Andreas Kapoulas

## Nazionali giovanili
- Selezioni giovanili della nazionale maschile di pallacanestro dell'Inghilterra